# Присёлков, Михаил Дмитриевич
Михаи́л Дми́триевич Присёлков (7 [19] сентября 1881, Санкт-Петербург, Российская империя — 19 января 1941, Ленинград, СССР) — русский и советский славист, историк, декан факультета общественных наук (ФОН) Петроградского университета (1920—1921) и исторического факультета ЛГУ (1939—1940), член Императорского православного палестинского общества.

## Биография
Родился в семье протоиерея Пантелеимоновской церкви Санкт-Петербурга Дмитрия Присёлкова. В 1899 году закончил 3-ю Санкт-Петербургскую гимназию и поступил на историко-филологический факультет Петербургского императорского университета. Научным руководителем Присёлкова был историк и филолог А. А. Шахматов, что и предопределило интерес Присёлкова к летописанию и исторической филологии. В 1903 году был после окончания учёбы оставлен на факультете для подготовки к профессорскому званию по кафедре русской истории.
В 1904 году начал преподавать в Первом императорском кадетском корпусе и на Высших женских курсах.
С 1909 года магистр богословия.
Коллежский асессор (1912), коллежский советник (1915), профессор Коммерческого института (1916).
В 1913 году М. Д. Присёлков защитил магистерскую диссертацию по русской истории «Очерки по церковно-политической истории Киевской Руси X—XII вв.». На основе умалчивания древнерусских летописей о церковной организации до 1030-х годов он построил концепцию о вхождении Руси в ведомство Охридской кафедры и об уничтожении всех свидетельств этого для «вящей славы Византии» митрополитом Феопемптом.
Награжден орденами св. Станислава III (1907) и II (1913) степени, св. Анны III (1910) и II (1915) степени, св. Владимира IV степени (1916).
В 1917 году член Поместного Собора по избранию от Петроградского университета как заместитель И. Д. Андреева, участвовал с 20 сентября по 2 октября 1917 г., член X отдела.
С 1917 года доцент, с 1918 года профессор по кафедре истории культа в России, с 1920 года декан факультета общественных наук Петроградского университета. Одновременно в 1918–1919 годах заведующий кафедрой русской истории в Психоневрологическом институте и ректор Второго государственного университета, до 1923 года профессор Института народного хозяйства, с 1920 года преподаватель в Петроградском богословском институте.
Обвенчан с Екатериной Дмитриевной Боголюбовой (Богдановой), дети: пасынок Николай, падчерица Ирина Николаевна Богданова.

## Репрессии
В 1922 году было сфабриковано «Дело Вениамина (Казанского)», по которому Присёлков за «сопротивление изъятию церковных ценностей» на 2 месяца заключён в тюрьму, затем продолжил работать в университете.
С 1924 года хранитель и с 1929 года заведующий Историко-бытовым отделом Государственного русского музея, с 1926 года член его правления, с 1927 года постоянный член Историко-археографической комиссии, с 1928 года на пенсии.
1 декабря 1927 года исключён из состава профессоров факультета языкознания и материальной культуры. По данным Я. С. Лурье, к историкам-«марксистам» не причислялся.
В 1930 году был арестован по делу «Всенародного союза борьбы за возрождение свободной России». Обвинялся в том, что создавал «нелегальные кружки, в которых подготовлялись кадры антисоветских научных работников и будущих членов той организации». 10 февраля 1930 года тройкой постоянного представительства ОГПУ в Ленинградском военном округе приговорён к 10 годам исправительно-трудовых лагерей.
Срок отбывал в Соловецком лагере особого назначения, где работал счетоводом. По воспоминаниям Д. С. Лихачёва, отказался заниматься музейной работой на Соловках, заявив: «Я попал за занятия историей и больше ею заниматься не буду».
Постановлением тройки ПП ОГПУ в ЛВО от 15 декабря 1931 года заключение в лагерь было заменено ссылкой в Новосибирск на 5 лет. Затем постановлением Коллегии ОГПУ от 21 августа 1932 г. на основании постановления Президиума ЦИК СССР от 14 августа 1932 года эта мера была заменена лишением права проживания в 12 пунктах (крупных промышленных городах) на оставшийся срок. Присёлков выбрал для проживания город Галич-Мерьский, где работал бухгалтером. В 1932 году историк В. Н. Бенешевич обратился к В. Д. Бонч-Бруевичу, бывшему управляющему делами СНК СССР, редактору газеты «Коммунист» и директору Государственного литературного музея, с ходатайством о разрешении Присёлкову вернуться в Ленинград. 17 декабря 1935 года постановлением Президиума ЦИК СССР Присёлков был освобождён от высылки.

## Возвращение в Ленинград
С 1936 года преподаватель на историческом факультете Ленинградского государственного университета.
17 июня 1939 года защитил докторскую диссертацию по теме: «История русского летописания XI—XV вв.». Назначен заведующим кафедрой истории СССР и деканом исторического факультета ЛГУ. В 1941 году М. Д. Присёлков пришёл к выводу, что Повесть временных лет это «искусственный и мало надёжный» источник. Он предложил отказаться от использования данных русских летописей за X век, ограничившись данными византийских хроник.
В 1940 году у него была обнаружена злокачественная опухоль. 18 января 1941 года началось заседание ЦИК СССР о снятии судимости и полной реабилитации Присёлкова, но вердикт вынесен не был: на следующий день Присёлков скончался. Похоронен на Волковском кладбище Санкт-Петербурга.
Реабилитирован в 1953 году.